# باول تانر
باول تانر (بالإنجليزية: Paul Tanner)‏ هو صحفي الموسيقى وأستاذ مدرسة وموسيقي أمريكي، ولد في 15 أكتوبر 1917 في كنتاكي في الولايات المتحدة، وتوفي في 5 فبراير 2013 في كارلسباد في الولايات المتحدة بسبب ذات الرئة.

## وصلات خارجية
- باول تانر على موقع IMDb (الإنجليزية)
- باول تانر على موقع ميوزك برينز (الإنجليزية)
- باول تانر على موقع أول ميوزيك (الإنجليزية)
- باول تانر على موقع ديسكوغز (الإنجليزية)